# 法國電視五台
法國電視五台（法語：France 5，法語發音：[fʁɑ̃s sɛ̃k]）是法國電視台旗下的電視頻道，開設於1994年12月13日，是一家教育電視台。2001年1月開始改為現名稱。在2011年數位化之前，法國電視五台的自製電視節目只在夜間播出，白天則播出德法公共電視台（Arte）的電視節目。法國電視五台主要播出紀錄片和雜誌節目。

## 外部連結
- 官方網站 （页面存档备份，存于）（法文）